# 35th Anniversary - Live in Poland
35th Anniversary - Live in Poland je šesti album v živo ameriške rock skupine Toto, ki je izšel leta 2014 pri založbi Eagle Records ob 35. obletnici nastanka skupine Toto. Album je bil posnet na koncertu skupine Toto, 25. junija 2013 v dvorani Atlas Arena, v Lodžu, na Poljskem. Poleg dvojne CD-plošče je izšla tudi DVD-plošča.

## Seznam skladb

### CD
| Disk 1 | Disk 1                                              | Disk 1                                                                | Disk 1  |
| Št.    | Naslov                                              | Pisec                                                                 | Dolžina |
| ------ | --------------------------------------------------- | --------------------------------------------------------------------- | ------- |
| 1.     | „Intro 13‟                                          | Steve Porcaro                                                         | 0:36    |
| 2.     | „Medley: On the Run/Child's Anthem/Goodbye Elenore‟ | Steve Lukather, David Paich, Fee Waybill, David Paick                 | 5:29    |
| 3.     | „Goin' Home‟                                        | Paich, Jeff Porcaro, Joseph Williams                                  | 5:02    |
| 4.     | „Hydra‟                                             | David Hungate, Bobby Kimball, Lukather, Paich, J. Porcaro, S. Porcaro | 7:12    |
| 5.     | „St. George and the Dragon‟                         | Paich                                                                 | 4:59    |
| 6.     | „I'll Be Over You‟                                  | Randy Goodrum, Lukather                                               | 5:18    |
| 7.     | „It's a Feeling‟                                    | S. Porcaro                                                            | 3:35    |
| 8.     | „Rosanna‟                                           | Paich                                                                 | 8:53    |
| 9.     | „Wings of Time‟                                     | Lukather, Paich, J. Porcaro, Mike Porcaro                             | 9:34    |
| 10.    | „Falling In Between‟                                | Kimball, Lukather, Paich, Phillinganes, Phillips, Porcaro             | 4:02    |
| 11.    | „I Won't Hold You Back‟                             | Lukather                                                              | 5:43    |
| 12.    | „Pamela‟                                            | Paich, Williams                                                       | 6:11    |

| Disk 2 | Disk 2                       | Disk 2                                  | Disk 2  |
| Št.    | Naslov                       | Pisec                                   | Dolžina |
| ------ | ---------------------------- | --------------------------------------- | ------- |
| 13.    | „99‟                         | Paich                                   | 4:22    |
| 14.    | „The Muse‟                   | Paich                                   | 2:44    |
| 15.    | „White Sister‟               | Kimball, Paich                          | 6:38    |
| 16.    | „Better World‟               | Lukather, Paich, Phillips               | 8:11    |
| 17.    | „Africa‟                     | Paich, J. Porcaro                       | 10:29   |
| 18.    | „How Many Times‟             | Lukather, Paich, J. Porcaro, M. Porcaro | 5:47    |
| 19.    | „Stop Loving You‟            | Lukather, Paich                         | 7:19    |
| 20.    | „Hold the Line‟              | Paich                                   | 4:48    |
| 21.    | „Home of the Brave [Encore]‟ | Lukather, Paich, Jimmy Webb, Williams   | 8:55    |

### DVD
1. »Intro 13«
2. Medley:
  - »On the Run«
  - »Child's Anthem«
  - »Goodbye Elenore«
3. »Goin' Home«
4. »Hydra«
5. »St. George and the Dragon«
6. »I'll Be Over You«
7. »It's a Feeling«
8. »Rosanna«
9. »Wings of Time«
10. »Falling In Between«
11. »I Won't Hold Your Back«
12. »Pamela«
13. »99«
14. »The Muse«
15. »White Sister«
16. »Better World«
17. »Africa«
18. »How Many Times«
19. »Stop Loving You«
20. »Hold the Line«
21. »Home of the Brave« [Encore]

## Zasedba

### Toto
- Joseph Williams – solo vokal, spremljevalni vokal
- Steve Lukather – kitare, solo vokal, spremljevalni vokal
- David Paich – klaviature, solo vokal, spremljevalni vokal
- Steve Porcaro – sintetizator, klaviature
- Simon Phillips – bobni, tolkala

### Dodatni glasbeniki
- Nathan East – bas kitara, spremljevalni vokal
- Mabvuto Carpenter – spremljevalni vokal
- Amy Keys – spremljevalni vokal